# آيت إبراهيم (آيت بازة)
آيت إبراهيم هو دُوَّار يقع بجماعة آيت بازا، إقليم بولمان، جهة فاس مكناس في المملكة المغربية. ينتمي الدوّار لمشيخة آيت بازة التي تضم 12 دوار. يقدر عدد سكانه بـ 779 نسمة حسب الإحصاء الرسمي للسكان والسكنى لسنة 2004.

## وصلات خارجية
- البوابة الوطنية للجماعات الترابية
- المندوبية السامية للتخطيط